# فنگ تیانوی
فنگ تیانوی (انگلیسی: Feng Tianwei؛ زادهٔ ۳۱ اوت ۱۹۸۶) یک بازیکن تنیس روی میز اهل سنگاپور است.
وی در مسابقات المپیک ، قهرمانی جهانی ، تورهای جهانی و  آسیایی در مجموع برنده ۲۲ مدال طلا، ۲۵ مدال نقره، ۱۷ مدال برنز شده‌است. 